# Wettenburg (Hainleite)
Die Wettenburg ist mit 463,2 m ü. NHN der höchste Berg der Hainleite im Kyffhäuserkreis in Nordthüringen in Deutschland.

## Lage
Der Berg befindet sich zwischen den Ortschaften Immenrode im Süden und Straußberg im Nordosten. Die Kreisstadt Sondershausen liegt ungefähr acht Kilometer in östlicher Richtung.
Obwohl der Berg in neueren Kartenwerken selten namentlich gekennzeichnet ist, wird die Wettenburg als höchste Erhebung der Hainleite in gängigen Nachschlagewerken erwähnt.

## Besonderheiten
Der überwiegend landwirtschaftlich genutzte Berg ist die höchste Erhebung auf dem Plateau der westlichen Hainleite. Seine nördliche Abdachung ist bewaldet und bildet mit den vorgelagerten Bergen (Alte Burg: ca. 400 m, Rauchenberg: 416 m, Gemeindberg: 407 m, Sargberg mit der Feuerkuppe: 409 m) die Abbruchkante der Muschelkalkschichtstufe zum Nordthüringer Hügelland. Nach Süden fällt das Plateau in Richtung Thüringer Becken mit einer flachen Neigung zur Helbe und dessen linksseitigen Zufluss Rittergraben ab.
Über den Berg verläuft die Landesstraße L 2083 von Immenrode nach Kleinfurra. Wegen der windexponierten Lage wurde auf dem Bergplateau ein Windpark errichtet.